# Clypeoplex cerophagus
Clypeoplex cerophagus är en stekelart som först beskrevs av Johann Ludwig Christian Gravenhorst 1829.  Clypeoplex cerophagus ingår i släktet Clypeoplex och familjen brokparasitsteklar. Arten är reproducerande i Sverige. Inga underarter finns listade i Catalogue of Life.